# Lutternsche Egge
Die Lutternsche Egge ist ein 256 m ü. NHN hoher Berg im Wiehengebirge. 

## Lage
Der Berg liegt auf der Grenze der ostwestfälischen Städte Minden und Bad Oeynhausen im Kreis Minden-Lübbecke.
Der Name des Berges wird von der kleinen Siedlung Luttern am Nordhang des Berges abgeleitet. Über den Gipfel verläuft der Wittekindsweg. Nördlich des Gipfels der Lutternschen Egge befindet sich mehrere Steinbrüche für Kalksandstein.
In einem von ihnen wurden 1998 die fossilen Überreste der Saurierart Wiehenvenator erstmals entdeckt.
Der Lutternsche Egge hat, wie fast alle Berge im Wiehengebirge, einen langgestreckten Kammgipfel (Egge) und ist von den anschließenden Gipfeln nur durch Dören getrennt.
An der Lutternschen Egge befindet sich ein Pass, über den die Kreisstraße 30 das östliche Wiehengebirge überquert. Am Pass an der Lutternschen Egge befindet sich in der ehemaligen Jugendherberge das "Berghotel Lutternsche Egge".

## Tourismus
Über den Berg verlaufen der Wittekindsweg, der E11, der Mühlensteig und der Rundwanderweg Rund um den Jordansprudel. Nördlich verläuft am Bergfuß der Arminiusweg.